# Xã East Hale, Quận Thomas, Kansas
Xã East Hale (tiếng Anh: East Hale Township) là một xã thuộc quận Thomas, tiểu bang Kansas, Hoa Kỳ. Năm 2010, dân số của xã này là 115 người.